# Plagiostomum ochroleucum
Plagiostomum ochroleucum är en plattmaskart som beskrevs av Graff 1882. Plagiostomum ochroleucum ingår i släktet Plagiostomum, och familjen Plagiostomidae. Arten är reproducerande i Sverige.